# Karun Airlines
Karun Airlines (in precedenza Iranian Naft Airlines) è una compagnia aerea con sede a Teheran, Iran. Opera servizi cargo e passeggeri di linea e charter all'interno dell'Iran e nelle regioni limitrofe. Le sue basi principali sono l'aeroporto di Tehran Mehrabad e l'aeroporto Internazionale di Ahvaz con basi secondarie all'aeroporto di Bandar Abbas e all'aeroporto di Isfahan.

## Storia
La compagnia aerea è stata fondata e ha iniziato ad operare nel 1992. Nel 2004 è diventata ufficialmente nota come Iranian Naft Airline. Di proprietà e gestito dalla Retirement Organization of National Iranian Oil Company, nel 2007 aveva più di 600 dipendenti.
Nel settembre 2017 è stato annunciato che la compagnia aerea sarebbe stata ribattezzata Karun Airlines.

## Flotta
A dicembre 2022 la flotta di Karun Airlines è così composta: